# Downtown (Vancouver)

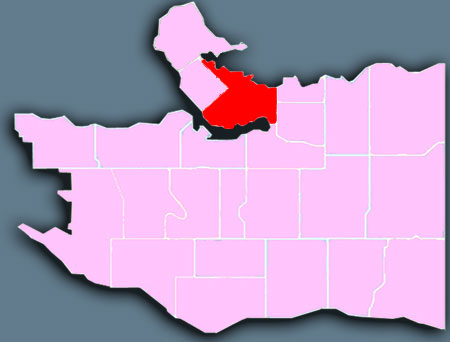
Poloha Downtownu

Downtown je označení poloostrova na severu a ve středu kanadského města Vancouver. Je to centrum obchodu, kultury, finančních institucí, samosprávy a zábavy ve Vancouveru, v celém Regionálním okrese Metro Vancouver a v oblasti Lower Mainland.

## Geografie

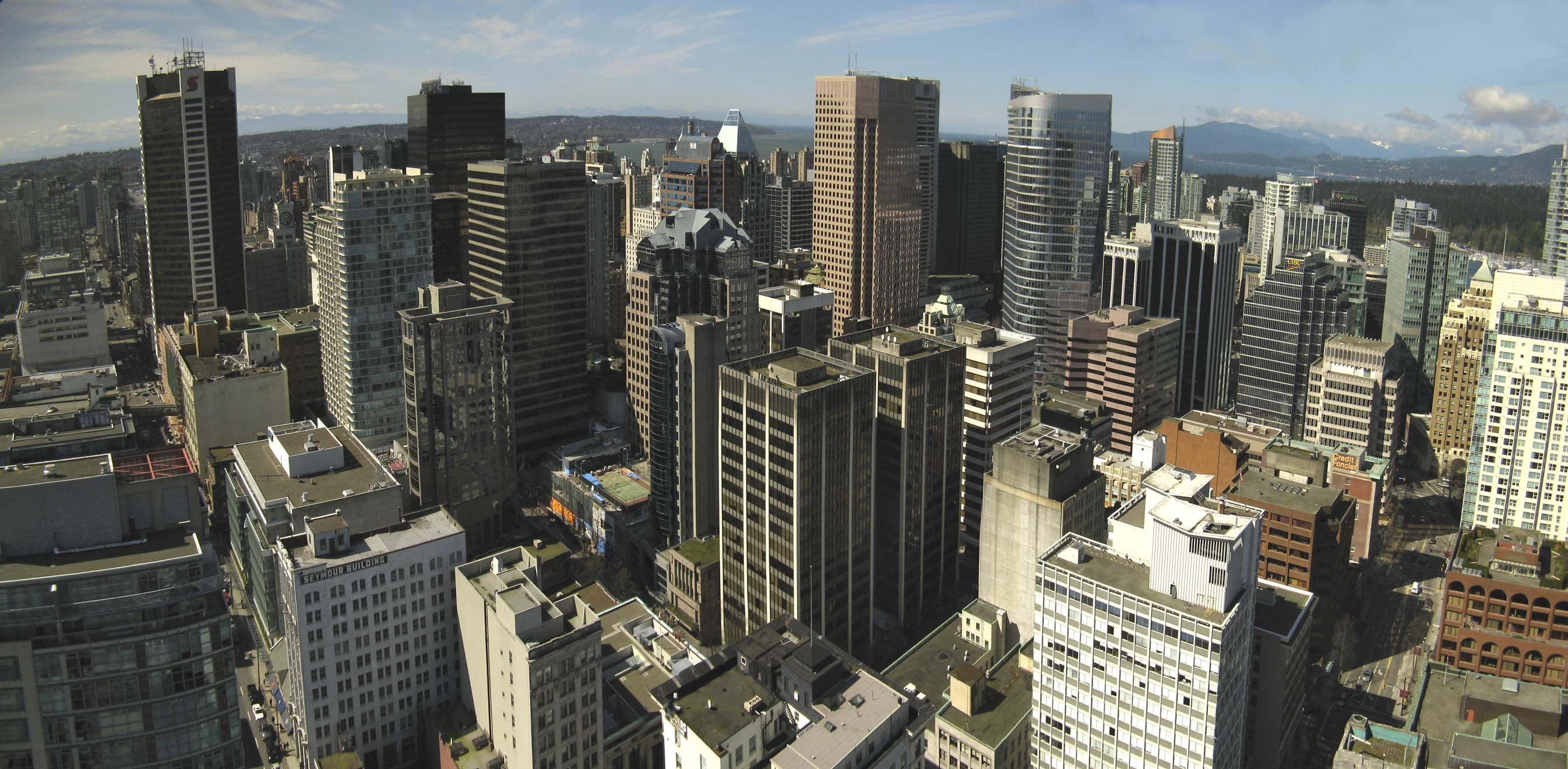
Mrakodrapy v Downtownu

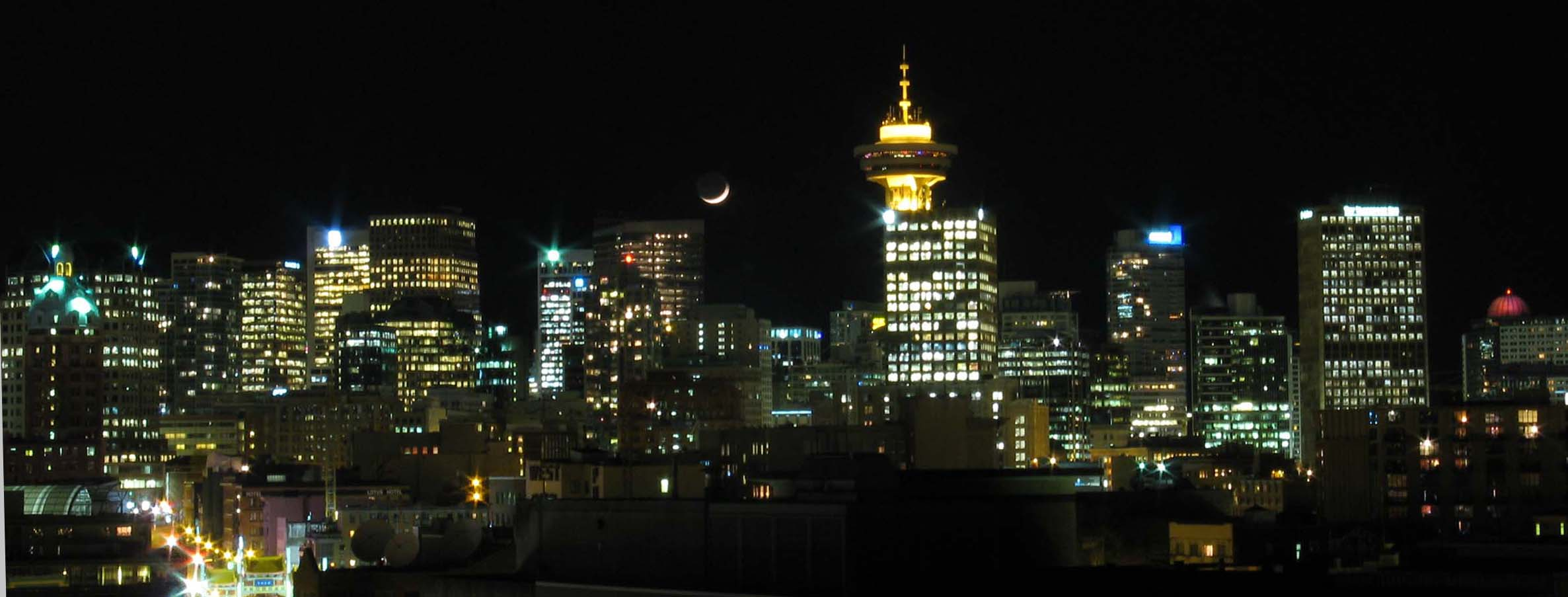
Noční panorama Downtownu

Oblast Downtownu je na severu ohraničena fjordem Burrard Inlet, Stanley Parkem a městskou částí West End na západě, zálivem False Creek na jihu a městskou částí Downtown Eastside na východě.
Kromě mrakodrapů, kde sídlí finanční a obchodní instituce, oblast Downtownu v sobě zahrnuje i Yaletown, bývalou průmyslnou oblast která byla transformovaná do podoby luxusní obytné čtvrti, a Coal Harbour. Mezi další oblasti, které k Downtownu patří se řadí Granville Mall a Granville Entertainment District, Downtown South, Gastown, Crosstown, Japantown, Koreatown a Chinatown.